# Iso Isocarro
De Iso Isocarro was een  bestelwagen van het Italiaanse merk Iso. De dwergauto wordt vaak verward met de Isetta. Een Isocarro heeft een deur aan de voorkant van de wagen.